# Handelsaktiva
Unter Handelsaktiva versteht man vor allem einen bankspezifischen Bilanzposten. Unter Handelsaktiva fallen alle den Handelszwecken dienenden Wertpapiere, Schuldscheindarlehen, Edelmetalle und derivaten Finanzinstrumente, sofern deren Marktwert zum  Bilanzstichtag oberhalb des Kaufpreises liegt. Sofern der aktuelle Marktwert darunter liegt, werden sie als Handelspassiva auf der Passivseite erfasst. Im Handelsergebnis (in der Gewinn- und Verlustrechnung) werden die Bewertungsergebnisse erfasst.